# Famiglia Carradine

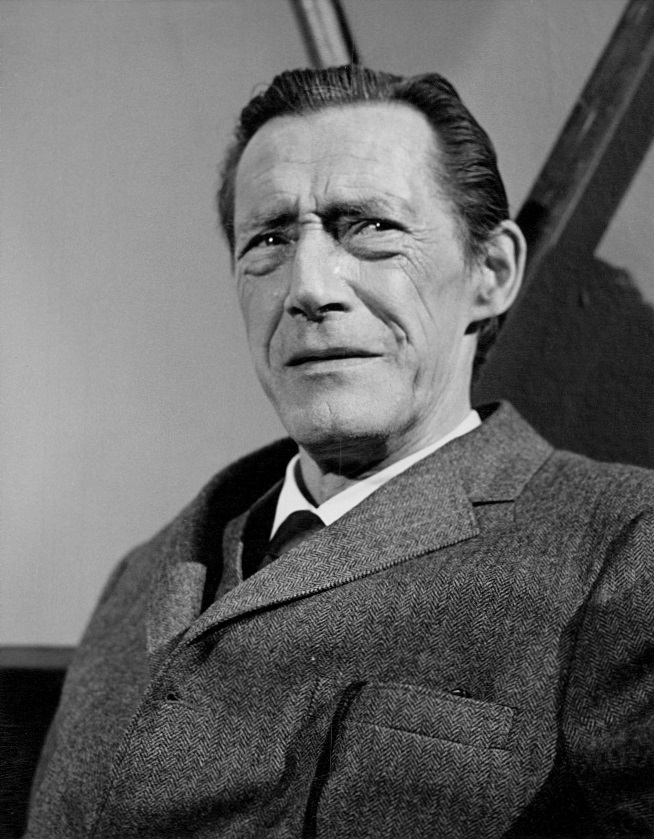
John Carradine

I Carradine sono una famiglia di attori statunitensi che ha nel capostipite John Carradine il più illustre rappresentante. Dalla sua progenie sono nati molti altri attori famosi.

## I componenti
- John Carradine (1906-1988) il capostipite
- Sonia Sorel (1921-2004), attrice moglie di John e madre di Keith e Robert
- Bruce Carradine (1933-2016), attore, figlio di Ardanell McCool Cosner di primo letto e adottato da John Carradine
- David Carradine (1936-2009), attore, figlio di John Carradine e Ardanell McCool Cosner
- Keith Carradine (1949-), attore, figlio di John Carradine e Sonia Sorel
- Robert Carradine (1954-), attore, figlio di John Carradine e Sonia Sorel
- Michael Bowen (1953-), attore, figlio di Michael Bowen Sr. e Sonia Sorel
- Calista Carradine (1962-), attrice, figlia di David Carradine e Donna Lee Becht
- Tom Carradine (1972-)  attore, figlio di David Carradine e Barbara Hershey (la leggenda di Hollywood vuole che sia stato concepito girando una scena di sesso del film America 1929 - Sterminateli senza pietà)[senza fonte]
- Kansas Carradine (1978-), attrice, figlia di David Carradine e Linda Gilbert
- Ever Carradine (1974-), attrice, figlia di Robert Carradine e Susan Snider
- Shelley Plimpton (1947-), attrice, moglie di Keith Carradine
- Martha Plimpton (1970-), attrice, figlia di Keith Carradine e Shelley Plimpton

## Film in cui hanno recitato assieme
Nel film I cavalieri dalle lunghe ombre (The Long Riders, 1979) ispirato alle gesta del bandito Jesse James, i fratelli David, Keith e Robert Carradine interpretavano altrettanti fratelli. Curiosamente in quel film anche i fratelli Dennis e Randy Quaid, i fratelli James e Stacy Keach, Christopher e Nicholas Guest interpretavano altrettante coppie di fratelli.